# Alex Highet
Alexander Galt „Alex“ Highet (* 1913 oder 1914 in Glasgow; † 14. Oktober 1940 im Ärmelkanal) war ein schottischer Fußballspieler.

## Karriere und Leben

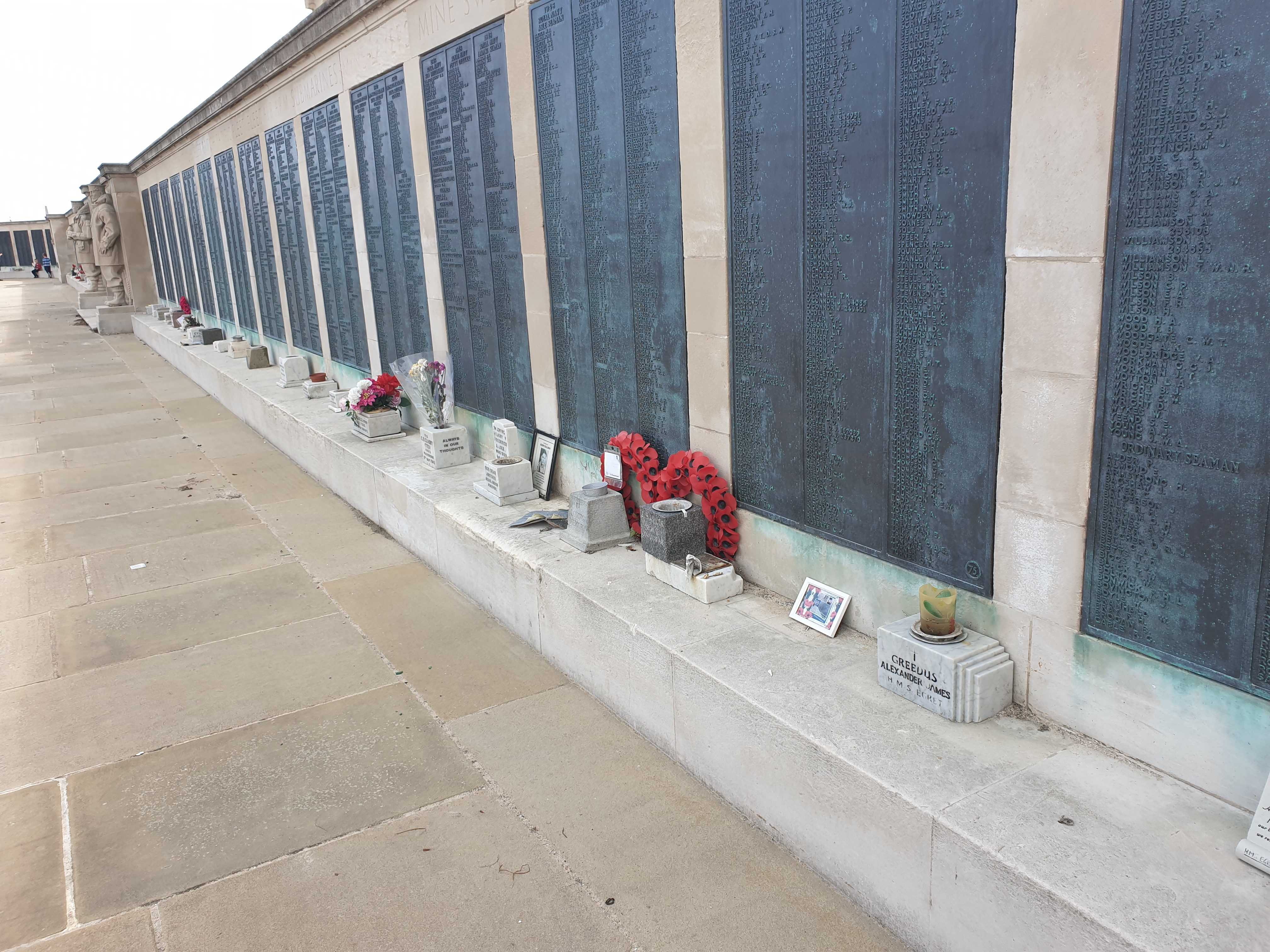
Gedenkstätte von Highet, und 25.000 weiteren britischen Seeleuten

Alex Highet wurde als Sohn von William und Catherine Highet in Glasgow geboren. In der Saison 1937/38 absolvierte der Außenverteidiger ein Erstligaspiel für den FC Queen’s Park gegen Hamilton Academical bei einem 1:1.
Alex Highet diente während des Zweiten Weltkriegs als Seemann („able Seaman“) in der Royal Naval Volunteer Reserve. Er wurde im Alter von 26 Jahren im Ärmelkanal getötet, als er mit der HMT Lord Stamp am 14. Oktober 1940 auf eine Seemine traf. An Highet wird auf dem Portsmouth Naval Memorial gedacht.